# Épidémie de peste de 1812-1819 dans l'Empire ottoman
L’épidémie de peste ottomane de 1812-1819 est l'une des dernières grandes épidémies de peste dans l'Empire ottoman. Elle provoque à elle seule la mort d'au moins 300 000 personnes pour la seule année 1812 dans la capitale, Constantinople. Il s'agit d'une catastrophe sanitaire récurrente dans l'empire tout au long de son existence. Elle se prolonge jusqu'en 1819 et fait probablement des millions de victimes.

## Déroulement
La maladie éclate à Constantinople en juillet 1812. Elle est d'abord bénigne, mais à la fin du mois d'août, la situation devient devenue critique. En septembre, environ 2 000 personnes meurent chaque jour. En décembre, l'épidémie décroît momentanément. À la fin de l'épidémie, la Sublime Porte estimait à 320 955 le nombre de morts, dont 220 000 Turcs, 40 800 Arméniens, 32 000 Juifs, 28 000 Grecs, 50 Alépins, 80 insulaires (notamment des Chypriotes) et 25 « Francs ».
L'épidémie s'est répandue sur la majeure partie du territoire de l'empire, y compris à Alexandrie en Égypte. En 1813, la peste atteint l'État vassal de Valachie où elle est connue sous le nom de peste de Caragea (en), du nom du souverain du pays à l'époque. L'épidémie décime de 25 000 à 30 000 personnes à Bucarest. À peu près à la même époque, la peste était également présente en Bosnie, atteignant la Dalmatie en 1815. En 1814-15, elle réapparaît en Égypte, en Bosnie et en Albanie.
Le fléau se propage au-delà des frontières de l'empire. En mai 1812, elle est déclarée à Poti, en Géorgie ; en septembre, la Crimée est touchée. Elle frappe Odessa en août, où les églises, le théâtre et la Bourse sont fermés. Le duc Armand-Emmanuel du Plessis de Richelieu, gouverneur de la ville, met en place une quarantaine drastique. Le 22 novembre 1812, les 32 000 habitants d'Odessa sont tous confinés de force dans leurs maisons sous la surveillance de 500 cosaques. Le 7 janvier 1813, aucun autre cas n’est signalé et cette mesure prend fin après 66 jours, mais personne n'est autorisé à quitter la ville dans l’immédiat 2 656 personnes sont mortes de la maladie en 1812, sur une population d'environ 32 000 habitants.
En mars 1813, elle est introduite sur l'île de Malte, tenue par les Britanniques, et dure jusqu'en janvier 1814, causant la mort de 4 500 personnes. Elle se propage sur l'île voisine de Gozo, où elle provoque une centaine de victimes entre mars et septembre 1814.
Elle éclate également sur l'île de Corfou en 1815. La même année, une petite épidémie de peste survient à Noja, en Italie. Elle pourrait avoir pour origine l'épidémie de Dalmatie, mais sa source exacte n'est pas connue et il est possible que l'épidémie ait été endémique. La grande épidémie de peste ultérieure dans l'Empire ottoman se produit entre 1835 et 1838.